# 狼林站
狼林站（韓語：랑림역）是朝鮮民主主義人民共和國慈江道狼林郡狼林邑的一個鐵路車站，属于江界线。

## 邻近车站
江界线
烏蔓洞站 - 狼林站